# Seoul Broadcasting System
Сеульска телерадіомо́вна систе́ма, «Ес-Бі-Ес» (кор. 에스비에스; англ. Seoul Broadcasting System; SBS) — загальнонаціональна південнокорейська теле та радіо компанія. З березня 2000 року компанія юридично стала відома під назвою SBS, змінивши своє фірмове ім'я з Seoul Broadcasting System (кор. 서울 방송).
Адреса штаб-квартири — Сеул, район Янчхонгу, квартал Мокдонгсин, 161.

## Етер
SBS випускають багато різноманітних програм, серед яких інформаційні, комедійні, музичні, розважальні програми, реаліті-шоу та ток-шоу. Телесеріали SBS є невід'ємною частиною корейської хвилі, вони транслюються у багатьох країнах світу. Серед популярних розважальних програм, що здобули популярність Азії та за її межами, X-Man, Family Outing, Людина, що біжить, Inkigayo та інші.

### Серіали
- «49 днів»
- «Аліса»
- «Віра»
- «Велика проблема»
- «Дерево з глибоким корінням»
- «Доки ти спала»
- «Доктор-чужинець»
- «Занадто прекрасна для мене»
- «Куди злітаються зорі»
- «Мій дивний герой»
- «Міський мисливець»
- «Наречена століття»
- «Пам'ятати: Війна сина»
- «Піноккіо»
- «Повелитель сонця»
- «Спадкоємці»
- «Хороший кастинг»
- «Цілодобовий магазин Сет Бьоль»
- «Я тебе почую»

### Програми
- «Людина, що біжить»
- Inkigayo

## Канали SBS
| Назва        | Частота                             | Потужність (кВт)        | Місце звучання                                                           |
| ------------ | ----------------------------------- | ----------------------- | ------------------------------------------------------------------------ |
| SBS Love FM  | 792 кГц AM 103,5 МГц FM 98,3 МГц FM | 50 кВт (AM) 10 кВт (FM) | місто Коян, провінція Кьонгідо (AM) гора Намсан, Сеул (FM), місто Інчхон |
| SBS Power FM | 107,7 МГц FM 100,3 МГц FM           | 10 кВт 100 Вт           | гора Намсан, Сеул, місто Тондучхон, провінція Кьонгідо                   |
| SBS V-Radio  | CH 12C DMB                          | 2 кВт                   | гора Намсан, Сеул                                                        |

- 7 каналів кабельного телебачення (SBS Plus, SBS Golf, SBS E!, SBS Sports, SBS CNBC, SBS MTV,  Нікелодеон Корея);
- 1 безкоштовний для передачі по каналах кабельного телебачення (в планнах SBS Phoenix TV)

Дочірніми проектами компанії є мережі KNN (м. Пусан), TBC (м. Тегу), kbc (м. Кванджу), TJB (м. Теджон), ubs (м. Ульсан), JTV (м. Чонджу), CJB (м.Чхонджу), G1 (м. Чхунчхон), JIBS (пров. Чечжудо).

## Логотип

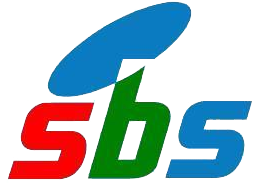
Перше лого SBS (1990—1994)
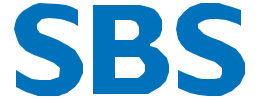
Друге лого SBS (1994—2000)
Третє, поточне лого SBS (2000 — донині)